# Хьюз, Элайджа
Эла́йджа Уэ́йн Хьюз (англ. Elijah Wayne Hughes; род. 10 марта 1998 года в Покипси, штат Нью-Йорк, США) — американский профессиональный баскетболист, выступающий за испанский клуб «Бреоган». Играет на позиции лёгкого форварда. На студенческом уровне выступал за команды Восточно-Каролинского университета «Ист Каролина Пайретс» и Сиракузского университета «Сиракьюс Орандж». На драфте НБА 2020 года он был выбран под тридцать девятым номером командой «Нью-Орлеан Пеликанс».

## Профессиональная карьера

### Юта Джаз (2020—2022)
Хьюз был выбран под 39-м номером на драфте НБА 2020 года командой «Нью-Орлеан Пеликанс». 18 ноября 2020 года был обменян в «Юта Джаз» на денежное вознаграждение и будущий выбор во втором раунде драфта. 24 ноября подписал контракт с «Ютой» на 2 года. 23 декабря 2020 года дебютировал в НБА, выйдя со скамейки запасных, и набрал 3 очка, 1 подбор и 1 передачу за 3 минуты в победе над «Портленд Трэйл Блэйзерс» со счётом 120—100.

### Портленд Трэйл Блэйзерс (2022)
9 февраля 2022 года Хьюз был отправился в «Портленд Трэйл Блэйзерс» в результате трёхстороннего обмена.

### Висконсин Херд (2022–2024)
3 ноября 2022 года Хьюз был включен в состав команды «Висконсин Херд» на первый матч сезона Джи-Лиги.
3 июля 2023 года Хьюз подписал контракт с турецким клубом «Маниса», но 22 августа, не сыграв ни одной игры, он расстался с клубом по личным причинам. 19 октября 2023 года он подписал контракт с «Милуоки Бакс», но через два дня его отчислили. Девять дней спустя он вернулся в «Висконсин Херд».
9 июля 2024 года Хьюз подписал контракт с «Промитеас» из Греческой баскетбольной лиги, но так и не сыграл за них.

### Кливленд Чардж (2024–2025)
16 октября 2024 года Хьюз подписал контракт с «Кливленд Кавальерс», но через два дня был отчислен. 26 октября он присоединился к «Кливленд Чардж».

### Бреоган (2025–настоящее время)
В апреле 2025 года Хьюз присоединился к испанскому клубу «Бреоган», замеив в составе Дарран Хиллиарда, ушедшего в УНИКС.

## Статистика

### Статистика в НБА
| Сезон                                                                                    | Команда  | Регулярный сезон | Регулярный сезон | Регулярный сезон | Регулярный сезон | Регулярный сезон | Регулярный сезон | Регулярный сезон | Регулярный сезон | Регулярный сезон | Регулярный сезон | Регулярный сезон | Серия плей-офф | Серия плей-офф | Серия плей-офф | Серия плей-офф | Серия плей-офф | Серия плей-офф | Серия плей-офф | Серия плей-офф | Серия плей-офф | Серия плей-офф | Серия плей-офф |
| Сезон                                                                                    | Команда  | GP               | GS               | MPG              | FG%              | 3P%              | FT%              | RPG              | APG              | SPG              | BPG              | PPG              | GP             | GS             | MPG            | FG%            | 3P%            | FT%            | RPG            | APG            | SPG            | BPG            | PPG            |
| ---------------------------------------------------------------------------------------- | -------- | ---------------- | ---------------- | ---------------- | ---------------- | ---------------- | ---------------- | ---------------- | ---------------- | ---------------- | ---------------- | ---------------- | -------------- | -------------- | -------------- | -------------- | -------------- | -------------- | -------------- | -------------- | -------------- | -------------- | -------------- |
| 2020/21                                                                                  | Юта      | 18               | 0                | 3,6              | 33,3             | 34,8             | 75,0             | 0,5              | 0,3              | 0,1              | 0,1              | 1,7              | Не участвовал  | Не участвовал  | Не участвовал  | Не участвовал  | Не участвовал  | Не участвовал  | Не участвовал  | Не участвовал  | Не участвовал  | Не участвовал  | Не участвовал  |
| 2021/22                                                                                  | Юта      | 14               | 1                | 8,0              | 41,7             | 35,7             | 100,0            | 1,2              | 0,4              | 0,3              | 0,1              | 3,1              | Не участвовал  | Не участвовал  | Не участвовал  | Не участвовал  | Не участвовал  | Не участвовал  | Не участвовал  | Не участвовал  | Не участвовал  | Не участвовал  | Не участвовал  |
| 2021/22                                                                                  | Портленд | 22               | 3                | 14,6             | 29,6             | 22,4             | 66,7             | 1,9              | 0,7              | 0,5              | 0,3              | 3,8              | Не участвовал  | Не участвовал  | Не участвовал  | Не участвовал  | Не участвовал  | Не участвовал  | Не участвовал  | Не участвовал  | Не участвовал  | Не участвовал  | Не участвовал  |
|                                                                                          | Всего    | 54               | 4                | 9,2              | 32,8             | 28,0             | 76,9             | 1,2              | 0,5              | 0,3              | 0,2              | 2,9              | Не участвовал  | Не участвовал  | Не участвовал  | Не участвовал  | Не участвовал  | Не участвовал  | Не участвовал  | Не участвовал  | Не участвовал  | Не участвовал  | Не участвовал  |
| Наведите курсор мыши на аббревиатуры в заголовке таблицы, чтобы прочесть их расшифровку. |          |                  |                  |                  |                  |                  |                  |                  |                  |                  |                  |                  |                |                |                |                |                |                |                |                |                |                |                |

### Статистика в Джи-Лиге
| Сезон                                                                                    | Команда              | Регулярный сезон | Регулярный сезон | Регулярный сезон | Регулярный сезон | Регулярный сезон | Регулярный сезон | Регулярный сезон | Регулярный сезон | Регулярный сезон | Регулярный сезон | Регулярный сезон | Серия плей-офф | Серия плей-офф | Серия плей-офф | Серия плей-офф | Серия плей-офф | Серия плей-офф | Серия плей-офф | Серия плей-офф | Серия плей-офф | Серия плей-офф | Серия плей-офф |
| Сезон                                                                                    | Команда              | GP               | GS               | MPG              | FG%              | 3P%              | FT%              | RPG              | APG              | SPG              | BPG              | PPG              | GP             | GS             | MPG            | FG%            | 3P%            | FT%            | RPG            | APG            | SPG            | BPG            | PPG            |
| ---------------------------------------------------------------------------------------- | -------------------- | ---------------- | ---------------- | ---------------- | ---------------- | ---------------- | ---------------- | ---------------- | ---------------- | ---------------- | ---------------- | ---------------- | -------------- | -------------- | -------------- | -------------- | -------------- | -------------- | -------------- | -------------- | -------------- | -------------- | -------------- |
| 2020/21                                                                                  | Солт-Лейк-Сити Старз | 5                | 5                | 26,4             | 33,8             | 20,5             | 78,6             | 3,4              | 2,6              | 0,6              | 0,2              | 14,2             | Не участвовал  | Не участвовал  | Не участвовал  | Не участвовал  | Не участвовал  | Не участвовал  | Не участвовал  | Не участвовал  | Не участвовал  | Не участвовал  | Не участвовал  |
| 2021/22                                                                                  | Солт-Лейк-Сити Старз | 9                | 9                | 30,8             | 43,3             | 37,2             | 73,3             | 5,2              | 2,3              | 0,7              | 0,6              | 18,3             | Не участвовал  | Не участвовал  | Не участвовал  | Не участвовал  | Не участвовал  | Не участвовал  | Не участвовал  | Не участвовал  | Не участвовал  | Не участвовал  | Не участвовал  |
| 2022/23                                                                                  | Висконсин Херд       | 39               | 24               | 30,8             | 40,9             | 33,7             | 81,6             | 4,2              | 2,3              | 1,2              | 0,6              | 14,2             | Не участвовал  | Не участвовал  | Не участвовал  | Не участвовал  | Не участвовал  | Не участвовал  | Не участвовал  | Не участвовал  | Не участвовал  | Не участвовал  | Не участвовал  |
| 2023/24                                                                                  | Висконсин Херд       | 45               | 9                | 22,7             | 43,9             | 32,5             | 84,2             | 3,2              | 2,3              | 0,6              | 0,5              | 10,5             | Не участвовал  | Не участвовал  | Не участвовал  | Не участвовал  | Не участвовал  | Не участвовал  | Не участвовал  | Не участвовал  | Не участвовал  | Не участвовал  | Не участвовал  |
| 2024/25                                                                                  | Кливленд Чардж       | 46               | 2                | 27,8             | 38,9             | 33,8             | 78,1             | 3,7              | 1,7              | 0,8              | 0,3              | 14,7             | Не участвовал  | Не участвовал  | Не участвовал  | Не участвовал  | Не участвовал  | Не участвовал  | Не участвовал  | Не участвовал  | Не участвовал  | Не участвовал  | Не участвовал  |
|                                                                                          | Всего                | 144              | 49               | 27,1             | 40,8             | 33,3             | 80,0             | 3,8              | 2,1              | 0,8              | 0,5              | 13,5             | Не участвовал  | Не участвовал  | Не участвовал  | Не участвовал  | Не участвовал  | Не участвовал  | Не участвовал  | Не участвовал  | Не участвовал  | Не участвовал  | Не участвовал  |
| Наведите курсор мыши на аббревиатуры в заголовке таблицы, чтобы прочесть их расшифровку. |                      |                  |                  |                  |                  |                  |                  |                  |                  |                  |                  |                  |                |                |                |                |                |                |                |                |                |                |                |

### Статистика в NCAA
| Сезон | Команда      | Conf         | Class        | GP | GS | MPG  | FG%  | 3P%  | FT%  | RPG | APG | SPG | BPG | PPG  |
| --- | ------------ | ------------ | ------------ | -- | -- | ---- | ---- | ---- | ---- | --- | --- | --- | --- | ---- |
| 2016/17 | Ист Каролина | AAC          | FR           | 25 | 7  | 20,5 | 34,9 | 27,3 | 68,4 | 2,3 | 1,3 | 0,6 | 0,4 | 7,8  |
| 2018/19 | Сиракьюс     | ACC          | SO           | 34 | 34 | 32,7 | 42,0 | 36,9 | 74,2 | 4,3 | 1,5 | 1,2 | 0,8 | 13,7 |
| 2019/20 | Сиракьюс     | ACC          | JR           | 32 | 32 | 36,7 | 42,7 | 34,2 | 81,3 | 4,9 | 3,4 | 1,2 | 0,8 | 19,0 |
| Всего | Всего        | Всего        | Всего        | 91 | 73 | 30,7 | 41,1 | 34,2 | 76,3 | 4,0 | 2,1 | 1,0 | 0,7 | 13,9 |
| Ист Каролина | Ист Каролина | Ист Каролина | Ист Каролина | 25 | 7  | 20,5 | 34,9 | 27,3 | 68,4 | 2,3 | 1,3 | 0,6 | 0,4 | 7,8  |
| Сиракьюс | Сиракьюс     | Сиракьюс     | Сиракьюс     | 66 | 66 | 34,6 | 42,4 | 35,6 | 78,8 | 4,6 | 2,4 | 1,2 | 0,8 | 16,3 |
| Наведите курсор мыши на аббревиатуры в заголовке таблицы, чтобы прочесть их расшифровку Статистика приведена с сайта sports-reference.com |              |              |              |    |    |      |      |      |      |     |     |     |     |      |